# 北沢タウンホール
北沢タウンホール（きたざわタウンホール）は、東京都世田谷区北沢にある世田谷区立の多目的ホール。正式名称は北沢区民会館。株式会社世田谷サービス公社が指定管理者となっている。

## 概要
座席数は最大294名。演劇、演芸、演奏会、展示会、格闘技など、あらゆるイベントに対応できる。集会室、スカイサロンも備えている。また、1階には小田急バスの折返所が設置されている。地下1階には小劇場「小劇場B1」がある。
立地条件の良さと比較的格安な会場使用料のため、かつては年間の稼働率が非常に高く「日本一忙しいホール」のあだ名がつけられたが、2020年以降はコロナ禍の影響を受けて稼働率は7割ほどに低下している。

### 格闘技での使用
PWCがこの会場を使用して以降、立地条件や使用料の安さから、かつてはインディー系のプロレス団体が頻繁に興行を行っていた（PWCの実質後身たるDDTプロレスリングの旗揚げ戦も同所）が、一部の団体のマナーの悪さ（月初めに行われる、当月の使用者に対する説明会に来ない、場外乱闘等で会場内の備品を壊す等）が原因で、一時はプロレスの興行が締め出された事があったが、現在は緩和されている。ただし、競争倍率が激しい事と、他に興行が行える小規模な会場が増えたため、現在はプロレスの興行は減少している。なお、2012年にはプロレスリング・ノアが初めて使用した。
プロレス興行が締め出されてからは、修斗を始めとする総合格闘技やキックボクシングの興行が多く開かれるようになった。プロボクシングでは、日本ボクシングコミッション（JBC）が女子を公認する前に存在した日本女子ボクシング協会（JWBC）の事務局（山木ジム内）が至近にあったことからJWBCが管轄する大半の興行が開かれており、また、JBCが公認する興行にも使用されたことがある（角海老宝石ボクシングジムなど）。

## 交通アクセス
- 下北沢駅下車徒歩5分程度
- 小田急ハイウェイバス下61系統「北沢タウンホール」バス停直結